# 胡広 (明)

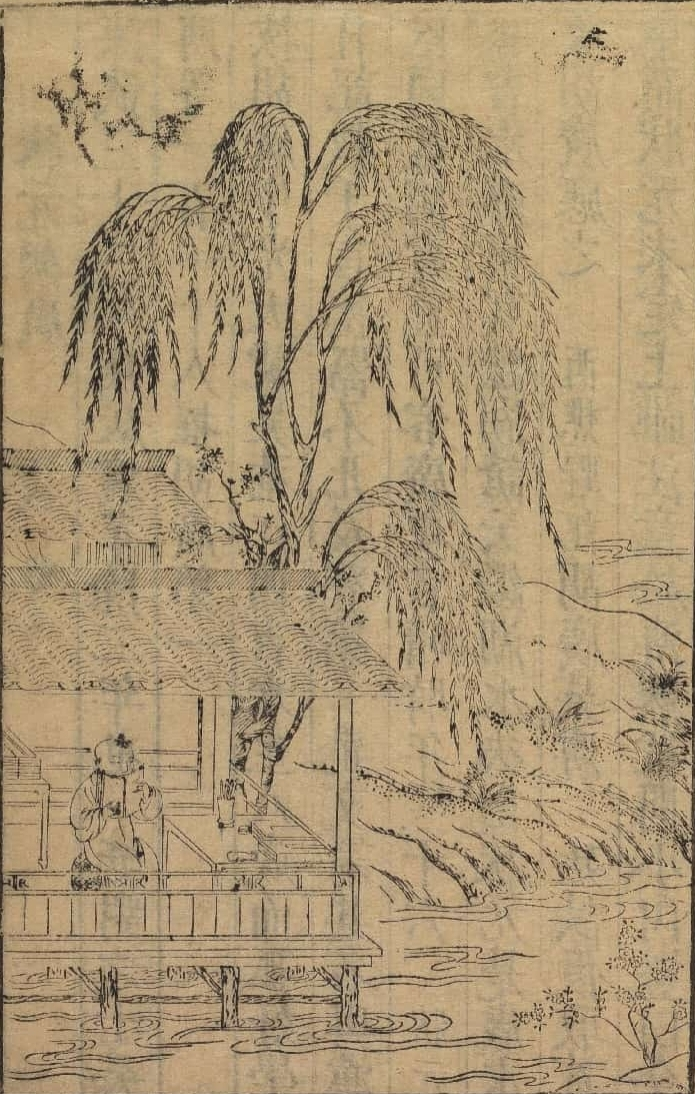
胡広

胡 広（胡廣、こ こう、洪武3年（1370年） - 永楽16年5月8日（1418年6月11日））は、明代の学者・官僚。字は光大。本貫は吉州吉水県。

## 生涯
胡寿昌（字は子祺）の次男として生まれた。建文2年（1400年）、科挙の廷試に臨んだ。靖難の変について出題され、胡広は「皇族の藩王たちが連携すると、人心は動揺する」と回答したことから、建文帝は胡広を状元とし、靖の名を賜り、翰林修撰に任じた。
永楽帝が即位すると、胡靖は解縉とともに永楽帝に帰順した。侍講に抜擢され、侍読に転じ、広の名にもどした。右春坊右庶子に転じた。永楽5年（1407年）、翰林学士に進み、左春坊大学士を兼ねた。永楽7年（1409年）、永楽帝が北征すると、胡広は楊栄や金幼孜とともに従った。たびたび帷幕に召し出されて、夜分にいたるまで永楽帝の諮問に応じた。あるとき胡広は道に迷って、着物を脱いで馬具をつけない馬に乗って、腰より上を水没させながら渡河したので、永楽帝にその労苦をねぎらわれた。
胡広は書を得意とし、石碑に文言を刻む仕事があるたびに、命じられて書きつけた。永楽9年（1411年）、『明太祖実録』の再編修を命じられた。また永楽帝の勅命により『周易伝義大全』24巻・『書伝大全』10巻・『詩集伝大全』20巻・『礼記大全』30巻・『春秋集伝大全』37巻・『四書大全』36巻の編纂にあたった。
永楽12年（1414年）、胡広は再び北征に従い、楊栄や金幼孜とともに軍中で皇長孫朱瞻基に経書や史書を講義した。永楽14年（1416年）、もとの職を兼ねたまま文淵閣大学士に進んだ。永楽帝が烏斯蔵の僧を招き、洪武帝と馬皇后の追福のための法会を催すと、不思議な出来事を見聞した。そこで胡広が「聖孝瑞応頌」を献上し、永楽帝は仏教音楽に編曲させ、宮中でこれを歌い舞わせた。礼部郎中の周訥が封禅を挙行するよう請願すると、胡広はこれに反対し、封禅の案は却下された。胡広は「却封禅頌」を献上し、永楽帝はますますかれを親愛した。
胡広は性格が慎み深く、永楽帝の前や職務上で他人を告発することがなかった。母の死去により喪に服し、喪が明けて帰朝すると、永楽帝は民衆の生活ぶりについて質問した。胡広は「安定してはおります。ただ州県が建文帝時代の奸党を厳しく追及しているため、直系や傍系の親族の罪が及んで、民衆を苦しめています」と答えた。永楽帝はその言を聞き入れた。
永楽16年（1418年）5月丁巳、享年49歳で死去。礼部尚書の位を追贈された。諡は文穆といった。翌年、子の胡穜が翰林検討の官に任じられた。洪熙帝が即位すると、胡広は少師の位を追贈された。